# Montserrado County
Montserrado County är en region i Liberia. Dess huvudort är Bensonville, men landets huvudstad Monrovia är också belägen i Montserrado County. Antalet invånare var 1 920 965 vid folkräkningen 2022. Arean är 1 909 kvadratkilometer.

## Styre och politik
Montserrado County delas in i fyra distrikt: Careysburg, Todee, Greater Monrovia och St. Paul River, där Greater Monrovia är det folkrikaste distriktet med strax över en miljon invånare enligt folkräkningen år 2008.
Den institutionella strukturen i Montserrado County består av två lagstadgade distrikt, sex städer (exklusive Monrovia), en förstad (borough), 21 townships, två hövdingadömen och sju klaner. 
Lagstadgade distrikt: Careysburg, Todee. 
Städer: Bentol, Arthington, Clay Ashland,  Brewerville, Paynesville och Careysburg.
Förstad: New Kru Town
Townships: Barnersville, Caldwell, Cheesemanburg, Old Congo Town, Dixville, Gardnersville, Johnsonville, Louisiana, Millsburg, Mount Coffee, New Georgia, Royesville, Tolbert-Ta, Tubmanville, Virginia, West Point, Kingsville, Crozierville, White Plains, Harrisburg och Garworlohn.
Hövdingadömen: Todee och Dein Gola.
Klaner: Nyehn, Pleemu, Fahnseh, Kpo, Mein, Makoi och Dein.